# Emily Danforth
Emily M. Danforth (Miles City, 17 gennaio 1980) è una scrittrice statunitense.

## Biografia
Nata e cresciuta a Miles City, nel Montana, Danforth insegna letteratura e scrittura creativa presso il Rhode Island College (Providence, Rhode Island). Il suo romanzo d'esordio è stato La diseducazione di Cameron Post, pubblicato nel 2012, da cui è stato tratto il film omonimo nel 2018.

## Opere

### Romanzi
- La diseducazione di Cameron Post (The Miseducation of Cameron Post, 2012), Milano, Rizzoli, 2018 traduzione di Lia Celi ISBN 978-88-17-10828-7.
- Plain Bad Heroines (2020)

## Premi e riconoscimenti
- Premio Alex: 2021[4]